# Das Lächeln einer Sommernacht
Das Lächeln einer Sommernacht (Originaltitel: Sommarnattens leende) ist eine in Schwarzweiß gedrehte schwedische Filmkomödie von Ingmar Bergman aus dem Jahr 1955. Der Film war Bergmans erster großer internationaler Erfolg.

## Handlung
Schweden im Sommer 1901. Der Anwalt Frederik Egerman kommt gut gelaunt nach Hause und plant mit seiner viel jüngeren 19-jährigen Frau Anne, mit der er in zweiter Ehe verheiratet ist, ins Theater zu gehen. Obwohl sie bereits seit längerem verheiratet sind, ist die Ehe zwischen den beiden noch nicht vollzogen. Frederik hat aus erster Ehe den Sohn Henrik, einen angehenden Theologiestudenten, der unglücklich in seine Stiefmutter verliebt ist und sich daher mit der sinnlichen jungen Familiendienerin Petra abzulenken versucht. Anne liebt heimlich aber auch Henrik, der ihr in Alter und Weltsicht näher steht als der mittelalte, zynische Frederik.
Im Theater wird ein Stück gespielt, in dem Frederiks einstige Geliebte Desiree Armfeldt die Hauptrolle spielt. Die beiden hatten eine zweijährige Affäre nach dem Tod von Frederiks erster Frau, die Desiree schließlich beendet hatte. Im Theater will Anne noch vor dem Ende nach Hause, denn sie begreift, dass ihr Mann, der sie im Halbschlaf „Desiree“ genannt hatte, noch immer in die Schauspielerin verliebt ist. Frederik bringt Anne nach Hause, doch kehrt er heimlich wieder ins Theater zurück, um noch einmal mit Desiree zu sprechen. Sie lädt ihn zu sich nach Hause ein.
Auf dem Weg zu Desiree fällt Frederik in eine Pfütze. Seine Kleider werden von Desiree zum Trocknen aufgehängt, sie gibt ihm Nachthemd und Morgenmantel. Ein Junge kommt herein, Desirees Sohn: Dieser trägt den Namen Fredrik und wurde kurz nach dem Ende ihrer Affäre geboren, aber Desiree verrät dem Anwalt nicht endgültig, ob er der Vater ist. Später erscheint Desirees aktueller Liebhaber, der aufbrausende Militäroffizier Graf Malcolm. Er zwingt Frederik, nur mit dem Nachthemd bekleidet nach Hause zu gehen. Am nächsten Tag berichtet Graf Malcolm seiner Ehefrau Charlotte von seiner Affäre und befiehlt ihr, Anne von der angeblichen Untreue ihres Ehemannes zu erzählen. Charlotte liebt ihren Ehemann trotz seiner außerehelichen Affären und stattet Anne Bericht ab. Beide Frauen wundern sich über den Charakter von Desiree, die offenbar problemlos Männer unter ihren Einfluss bringen kann.
Desiree lädt unterdessen am Mittsommerfest die beiden Ehepaare Malcolm und Egerman sowie Frederiks Sohn Henrik auf den Landsitz ihrer Mutter ein. Der Gräfin Malcolm verspricht sie, dass sie ihren Mann zurückbekomme, denn sie wolle es noch einmal mit Frederik versuchen. Nach einem Streit mit seinem Vater will sich Henrik erhängen, gerät aber versehentlich an einen Mechanismus, der Annes Bett im benachbarten Zimmer in sein Zimmer befördert. Die beiden schlafen miteinander und fahren in der Sommernacht mit einer Kutsche davon, unterstützt durch die Dienerin Petra, die inzwischen eine stürmische Beziehung mit Frid, einem Diener der Armfeldts, begonnen hat. Frederik sucht Trost bei der Gräfin, woraufhin Desiree den Grafen alarmiert. Dieser fordert Frederik zum russischen Roulette heraus. Als Frederik abdrückt, löst sich ein Schuss, doch er bleibt unverletzt – der Graf hatte die Waffe nur mit Ruß geladen. Das Aristokratenpaar versöhnt sich und Desiree kümmert sich um Frederik.
Im Verlauf der Weißen Nacht haben sich nach etlichen Dilemmata vier Liebespaare herauskristallisiert – Frid erzählt Petra von den drei Lächeln der Sommernacht: das erste Lächeln scheint für die wenigen wirklich Liebenden, das zweite Lächeln für die meisten Menschen, die Liebe vortäuschen oder sich einbilden, das dritte schließlich für die Unglücklichen und Traurigen.

## Hintergrund

### Produktion und Filmstart
Das Lächeln einer Sommernacht entstand zwischen Juni und August (mit zwei zusätzlichen Drehtagen im November) 1955 in den Råsunda Filmstudios in Filmstaden, Solna, feierte am 26. Dezember desselben Jahres seine schwedische Premiere und startete am 31. Januar 1958 in den deutschen Kinos.
Die Schauspielerinnen Birgitta Valberg und Bibi Andersson, die auch in anderen Bergman-Filmen spielten, sind kurz als Mitschauspielerinnen von Desiree auf der Bühne zu sehen.

### Position in Bergmans Werk
Der Film war der vierte und erfolgreichste in einer Reihe von für Bergman ungewohnt komödiantischen Arbeiten, in denen er das Gespann Eva Dahlbeck/Gunnar Björnstrand zusammenbrachte; angefangen mit der „Fahrstuhlepisode“ aus Sehnsucht der Frauen (1952) und fortgesetzt mit Lektion in Liebe (1954) und Frauenträume (1955). Der internationale Erfolg des Films und seine Auszeichnung auf den Internationalen Filmfestspielen von Cannes 1956 ermöglichten Bergman, sein Wunschprojekt Das siebente Siegel bei Carl Anders Dymling, Leiter der Filmproduktionsgesellschaft Svensk Filmindustri, durchzusetzen.

## Deutsche Fassung
Der Film wurde 1965 anlässlich der deutschen Wiederaufführung von der Berliner Synchron GmbH neu synchronisiert.
| Rolle               | Darsteller         | Synchronsprecher |
| ------------------- | ------------------ | ---------------- |
| Anne Egerman        | Ulla Jacobsson     | Marianne Lutz    |
| Desirée Armfeldt    | Eva Dahlbeck       | Edith Schneider  |
| Petra               | Harriet Andersson  | Heidrun Kussin   |
| Charlotte Malcolm   | Margit Carlqvist   | Sabine Eggerth   |
| Fredrik Egerman     | Gunnar Björnstrand | Holger Hagen     |
| Carl Magnus Malcolm | Jarl Kulle         | Lothar Blumhagen |
| Frid                | Åke Fridell        | Martin Hirthe    |
| Henrik Egerman      | Björn Bjelfvenstam | Thomas Danneberg |
| Frau Armfeldt       | Naima Wifstrand    | Ursula Krieg     |
| Köchin Beata        | Jullan Kindahl     | Anneliese Würtz  |
| Malla               | Gull Natorp        | Elfe Schneider   |

## Kritiken
„Ingmar Bergmans um die Jahrhundertwende angesiedelte Gesellschaftskomödie zeigt sich inspiriert von Schnitzler und Strindberg, nimmt darüber hinaus Bezug auf Shakespeares ‚Sommernachtstraum‘, dessen heiter-melancholischer Tonfall allerdings mit einem Schuß Bitterkeit versetzt wird. Eine elegant inszenierte Studie über die Wechselbeziehungen zwischen Vernunft und Eros, Sinnlichkeit und Askese.“

## Auszeichnungen (Auswahl)
- Sonderpreis für seinen poetischen Humor bei den Internationalen Filmfestspielen von Cannes 1956

## Nachwirkung
Der US-amerikanische Komponist Stephen Sondheim schrieb 1973 gemeinsam mit Hugh Wheeler das Musical A Little Night Music, das auf Bergmans Film basiert. 1977 entstand wiederum eine Filmversion des Musicals, ebenfalls unter dem Titel Das Lächeln einer Sommernacht. Woody Allen, einem bekennender Fan der Filme Bergmans, diente Lächeln einer Sommernacht 1982 als Inspiration zu seiner Komödie Eine Sommernachts-Sexkomödie.